# 沱牌麯酒
沱牌麯酒是捨得酒業旗下的白酒品牌。

## 历史
清朝光緒年間，邑人李吉安自製自銷的金泰祥大麯酒，「沱」字是排隊買酒顧客手上的編號。1940年，酒厂成立。1951年12月，射洪县政府对泰安作坊进行公有制改造，建立射洪县实验麯酒厂。1995年5月，沱牌集团有限公司成立，同年便制作了王晓锋作曲、汪正正演唱的“悠悠岁月酒，滴滴沱牌情”广告歌曲，在中国电视广告界风行十余年（二人后来又合作了申奥歌曲《超越梦想》）。1996年5月，沱牌股份在上海证券交易所挂牌上市。
2008年6月，沱牌麯酒传统酿造技艺被评为第二批非物质文化遗产。2016年6月，舍得酒业完成企业改制。2020年12月31日，复星集团旗下的豫园股份收購舍得集团70%的股权。